# Chrysometa cambara
Chrysometa cambara este o specie de păianjeni din genul Chrysometa, familia Tetragnathidae, descrisă de Lévi, 1986. Conform Catalogue of Life specia Chrysometa cambara nu are subspecii cunoscute.